# Tecnologías de apoyo

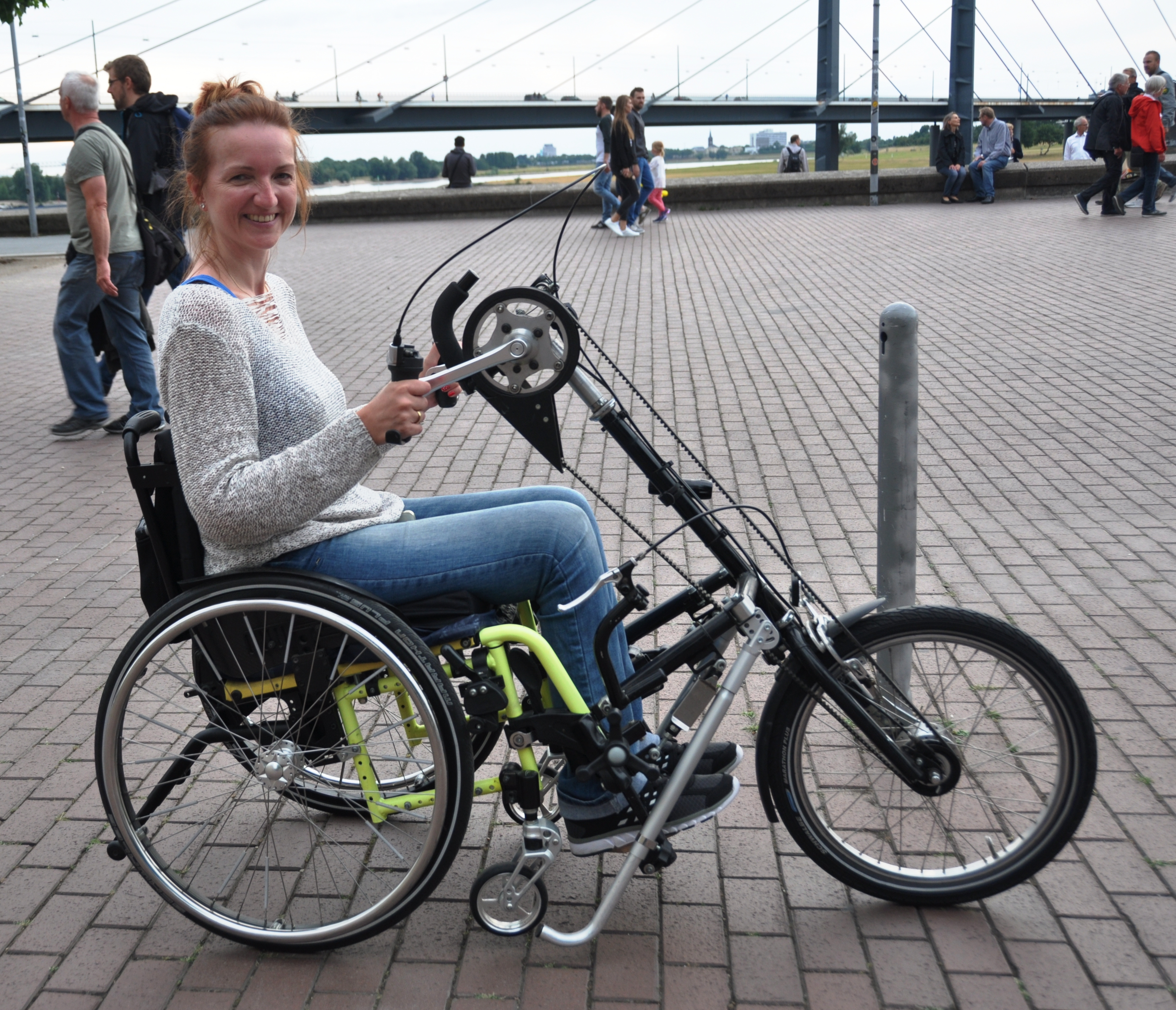

Las tecnologías de apoyo o tecnologías de asistencia (también conocidas como AT, del inglés assistive technologies) son cualquier producto (incluyendo dispositivos, equipos, instrumentos, tecnología y software) que es usado para incrementar, mantener o mejorar las capacidades funcionales de personas con discapacidad. La específica para las personas con trastorno visual es la tiflotecnología.
Tecnologías de apoyo es en términos generales la que incluye cualquier producto de asistencia, adaptación y rehabilitación para personas con discapacidades. También incluye el proceso de selección, localización, instalación y uso de estas. Tecnología de asistencia promueve la independencia y la habilitación de la persona para que pueda acceder o realizar una tarea que era incapaz de cumplir, o que tenía gran dificultad en realizar. Esto se hace por medio de mejorar, o cambiar los métodos de interacción con la tecnología en cuestión. 
Por su parte, la Organización Mundial de la Salud, determina que el término tecnología de apoyo es un término paraguas "que engloba a los productos de apoyo y a los sistemas y servicios relacionados con ellos", a su vez, los productos de apoyo son aquellos que "ayudan a mantener o mejorar la capacidad funcional de las personas en cuanto a cognición, comunicación, audición, movilidad, cuidado personal y visión, con lo que las ayudan a mejorar su salud, su bienestar, su integración y su participación".
Este tipo de tecnología puede ser común del mercado, especial o adaptado para su uso. El uso de estas tecnologías es permanente mientras exista la discapacidad del usuario. La desventaja de ellas es que se encuentran disponibles a la venta solo en las ciudades y esto incrementa los costos para los que viven alejados de estas.

## Problemas de movilidad

### Sillas de ruedas
Una silla de ruedas es una ayuda técnica que consiste en una silla adaptada con al menos tres ruedas, aunque lo normal es que disponga de cuatro.
Estas sillas están diseñadas para permitir el desplazamiento de aquellas personas con problemas de locomoción o movilidad reducida, debido a una lesión o enfermedad física (paraplejía, tetraplejía, etc).
Las Sillas de ruedas pueden ser propulsadas manualmente o eléctricamente. Usualmente hay manillas atrás de las sillas de ruedas para poder habilitar la función de empuje o el control por un medio de un ayudante. Las sillas de ruedas son usadas por personas que se les dificulta la habilidad de caminar o no tienen la habilidad física o mental para hacerlo.

### Dispositivos de transferencia
Los dispositivos de transferencia generalmente permiten que el paciente o persona con problemas de movilidad sea desplazado entre camas, sillas de rueda, sillas de indoor, camillas, bancas de ducha, automobiles, piscinas de natación y otros sistemas de soporte para el paciente (mesas de cirugía, mesas de examen)

### Bastón
El bastón es una especie de vara hecha de madera (aunque también de otros materiales) que se lleva en la mano para apoyarse en él y mantener el equilibrio.
El bastón se ha de regular a la altura correcta (que debe ser la de la altura de la muñeca en reposo) y se utiliza como apoyo en la pierna contralateral a la dañada.
Puede tener ciertas características, como el ser regulable y plegable, el ser cuatripode (con cuatro patas, para una mayor estabilidad),2 servir puntualmente de asiento.

### Prótesis
La prótesis es una extensión artificial que reemplaza o provee una parte del cuerpo que falta por diversas razones. Prótesis hace parte del campo de biomecánica.
Una prótesis debe reemplazar un miembro del cuerpo dando casi la misma función que un miembro natural sea una pierna o un brazo.
Es habitual confundir un aparato ortopédico (ortesis) con una prótesis, utilizando ambos términos indistintamente.

## Impedimentos Visuales

### Dispositivo Braille
Por dispositivo braille (electrónico) se enmarca a cualquier aparato electrónico que sirva para la interpretación o generación de sistema braille, tanto de forma física como virtual.
Podemos distinguir entre los siguientes dispositivos:
- Líneas braille.
- Teclados braille.
- Impresoras braille.

Los dispositivos braille suelen ser utilizados como periféricos externos en un ordenador o en una PDA. También pueden ir embebidos en otro dispositivo. Por ejemplo una impresora braille puede llevar incorporado una línea braille para su uso por personas discapacitadas visuales.

### Braille (lectura)
El braille es un sistema de lectura y escritura táctil pensado para personas ciegas. Se conoce también como cecografía

### Lector de pantalla
Un lector de pantalla es una aplicación software que trata de identificar e interpretar aquello que se muestra en pantalla. Esta interpretación se representa a continuación al usuario mediante sintetizadores de texto a voz, iconos sonoros, o una salida braille. Vea Tiflotecnologia

### Magnificadores de Pantalla
Los magnificadores de pantalla son programas para la accesibilidad que permiten ampliar los caracteres y configurar los colores dependiendo de la necesidad que posea el usuario. Vea Tiflotecnologia

### Software para ciegos
Tiflobuntu es la versión de la distribución Ubuntu para personas ciegas y con visión reducida.

## Software de Accesibilidad
Son software que ayudan con la accesibilidad de tecnología mediante dicho software para personas que muestran dificulta en utilizar los métodos populares.
Se pueden clasificar según el tipo de discapacidad a la que asisten o la función específica que cumplen.

### Software para discapacidad visual
Lectores de pantalla
Son programas que convierten el texto en audio para que las personas ciegas o con visión reducida puedan escuchar el contenido de la pantalla.
Reconocimiento OCR (Reconocimiento óptico de caracteres)
Estos convierten textos en imágenes o documentos escaneados a formatos legibles por lectores de pantalla.

### Software para discapacidad auditiva
Subtítulos automáticos
Programas que generan subtítulos en tiempo real para videos y llamadas.
Programas de transcripción
Convierten el texto de la aplicación a voz, en algunos casos también pueden usar metadatos de las imágenes para describirlas.

### Software para discapacidad motora
Reconocimiento de voz
Permiten controlar el ordenador mediante comandos de voz, útil para personas con movilidad reducida en las manos.
Teclados en pantalla
Ofrecen una alternativa al teclado físico para personas con movilidad reducida.
Ratones adaptativos y software de control de cursor
Proporcionan la capacidad de controlar el cursor del ordenador con otras partes del cuerpo o modificaciones de ratones para adaptarlos a la necesidad.

### Software para discapacidad cognitiva o de aprendizaje
Asistentes de lectura y escritura
Facilitan la comprensión lectora y la redacción de textos, destacando palabras o frases y ofreciendo sugerencias.
Entrenamiento cognitivo
Ayudan a entrenar distintas habilidades perceptivo-visual y cognitivo-visual.

### Software para discapacidad en el habla
Mencionados en otro apartado del artículo, permiten a los usuarios con problemas de habla utilizar otro tipo de vías de comunicación. 

### Entornos del software
Existen diversos entornos en los que nos podemos encontrar para los que se desarrollan estos software
Software para accesibilidad en la web
Los software de accesibilidad en la web son herramientas desarrolladas para ayudar a los usuarios con alguna de las discapacidades mencionadas anteriormente. Suelen estar implementadas mediante "plug-ins".
Software de accesibilidad en dispositivos móviles
Al igual que los de accesibilidad para web, ayudan con las discapacidades anteriormente mencionadas. Estas se distribuyen en forma de aplicaciones que podemos instalar desde algún distribuidor digital como Google Play (Android) o App Store (IOS).
Software de accesibilidad en ordenadores

Estos son los software de accesibilidad que se instalan en el ordenador, suelen ser descargados en la web o vienen con programas de instalación. 

## Problemas de la audición y sordera

### Audiofono
Un audífono o audiófono es un dispositivo electrónico, que notifica y amplifica y cambia el sonido para permitir una mejor comunicación. Los audífonos reciben el sonido a través de un micrófono, que luego convierte las ondas sonoras en señales eléctricas. El amplificador aumenta el volumen de las señales y luego envía el sonido al oído a través de un altavoz.

### Componentes de auxiliares
Los siguientes son los componentes más usuales de un audífono:
micrófono: se utiliza para captar el sonido y convertir la energía acústica en energía eléctrica.
amplificador: sirve para aumentar la intensidad de la señal que llega al micrófono.
bocina: convierte la energía eléctrica ya amplificada en energía acústica.
pila: permite energía para hacer funcionar el auxiliar.
volumen: sirve para ajustar la intensidad del volumen.
molde: se diseña de acuerdo a la necesidad de cada persona, se adaptan dentro de la oreja.
controles: sirven para encender o apagar, y para elegir captar sonidos del medio ambiente o bien señales de campos electromagnéticos (posición T).

### Implante coclear
El implante coclear es un producto sanitario implantable activo de alta tecnología que consiste en un transductor que transforma las señales acústicas en señales eléctricas que estimulan el nervio auditivo. Estas señales son procesadas mediante las diferentes partes que forman el implante coclear, algunas de las cuales se colocan en el interior del cráneo y otras en el exterior. Ayuda a las personas a escuchar y puede ser utilizado para personas sordas o que tengan muchas dificultades auditivas. No es lo mismo que un audífono, pues es implantado quirúrgicamente y funciona de manera diferente.

### Telecoil
Es un sistema, también llamado T-coil (de Telephone Coil, "bobina telefónica" en inglés), posición T o modo T,1 que permite al audífono captar sólo señales de campos electromagnéticos, que se convierten en sonido, eliminando las interferencias del ruido ambiental. Así, se pueden emplear acoplados a teléfonos, televisores, radios, etc. Además, cada vez hay más lugares con emisores de bucles de inducción de audio: estaciones de transporte (de tren, aeropuertos, etc.), vagones de ferrocarriles, autobuses, iglesias, salas de cine, auditorios, etc.

## Sistemas Aumentativos y Alternativos de Comunicación
Hay que tener en cuenta que las personas necesitamos comunicarnos principalmente mediante palabras, pero hay muchas formas de hacerlo cuando se tienen problemas con el lenguaje oral, es aquí cuando hay que recurrir a los sistemas aumentativos y/o aumentativos de comunicación.
Las personas con graves alteraciones de habla o de lenguaje dependen de la comunicación aumentativa y alternativa para complementar el habla residual o como una alternativa al habla no funcional. Los instrumentos especiales de comunicación aumentativa, como los aparatos electrónicos y los tableros de comunicación con dibujos y símbolos, ayudan a las personas a expresarse y comunicarse. Esto puede mejorar la interacción social, el aprovechamiento escolar y los sentimientos de autoestima.

## Tendencias e innovación
La Organización Mundial de la Propiedad Intelectual, siguiendo la división propuesta por la Organización Mundial de la Salud, define seis principales rubro para dividir las tecnología emergentes de asistencia: visión, cognición, comunicación, ambiente, audición, movilidad y autocuidado.También hace la . La categoría de movilidad es la que presenta un mayor incremento en el número de patentes totales registradas a nivel mundial, con un crecimiento promedio anual de 9% entre 2013 y 2017, seguida por las tecnología de asistencia de audición.
En su estudio, la OMPI hace diferencia entre tecnologías convencionales y emergentes. En lo que toca al número de patentes de tecnologías convencionales, en ese mismo periodo se identificaron 117,209 patentes relacionadas con alguna forma de asistencia, de las cuales el 54% correspondía a tecnologías de movilidad, mientras que las restantes representaron menos del 20%: ambiente (18%), audición (12%), visión (7%), comunicación (6%), autocuidado (5%) y cognición (<1%). Por su parte, las tecnologías de asistencia emergentes representaron 15,592 patentes, las cuales están encabezadas por aquellas enfocadas a audición con un 32% de dichas patentes.
Los países o regiones con mayor número de aplicaciones de patentes realizadas para tecnologías de asistencia tanto convencionales como emergentes fueron China, Estados Unidos, Europa (a través de la Oficina Europea de Patentes), Japón y Corea del Sur.